# Adonisea neglecta
Adonisea neglecta là một loài bướm đêm trong họ Noctuidae.